# Opera Comique
|  | For andre let forvekslelige stavemåder og betydninger se Opera comique (flertydig) |
Opera Comique var et operahus i London mellem 1870 og 1899 hvor et flertal af Gilbert og Sullivans operetter havde deres urpremierer.